# Wahl zur Nationalversammlung der Republik China (Taiwan) 1991
Die Wahl zur Nationalversammlung der Republik China 1991 fand am 21. Dezember statt. Es handelte sich um die zweite Wahl einer Nationalversammlung in der Republik China seit Ende des Zweiten Weltkrieges. Außerdem war es die erste Wahl einer landesweiten gesetzgebenden Körperschaft in der Republik China auf Taiwan, bei der alle Abgeordneten neu gewählt wurden. Zuvor hatte es immer nur sogenannte Ergänzungswahlen gegeben, bei denen ein kleiner Teil der Abgeordneten gewählt wurde. Drittens war es die erste vollständige Wahl eines Legislativorgans seit der Aufhebung des Kriegsrechts im Jahr 1987. Die Wahl wurde sehr deutlich durch die regierende Kuomintang (KMT) gewonnen.

## Vorgeschichte
Nach der Verfassung der Republik China aus dem Jahr 1947 war die Nationalversammlung das zentrale Verfassungsorgan der Republik China. Sie wählte den Staatspräsidenten und war für Verfassungsänderungen zuständig. Für die normale Gesetzgebung war dagegen der Legislativ-Yuan, das eigentliche Parlament vorgesehen. Da die Kommunisten im Chinesischen Bürgerkrieg siegreich waren, verlegte die 1946 in ganz China gewählte Nationalversammlung 1949 ihren Sitz auf die weiter unter der Herrschaft der nationalchinesischen Regierung gebliebene Insel Taiwan. Sie blieb seitdem ununterbrochen ohne Neuwahl im Amt, da die nationalchinesische Regierung den Standpunkt vertrat, dass Neuwahlen nur in „ganz China“ unter Beteiligung der Bürger des chinesischen Festlandes erfolgen sollten. Mit dem Fortbestand und der Koexistenz der Republik und Volksrepublik China in den folgenden Jahrzehnten wurde dies zunehmend zu einer unrealistischen Fiktion. Im Laufe der Zeit schrumpfte die Zahl der Mitglieder der Nationalversammlung, die bei der ersten Sitzung in Nanjing 1948 noch 2961 betragen hatte, durch natürliches Ableben hochbetagter Abgeordneter kontinuierlich. Ab dem Jahr 1969 wurde in unregelmäßigen Abständen eine kleine Zahl von Abgeordneten in sogenannten Ergänzungswahlen hinzugewählt, zuletzt 84 Abgeordnete im Jahr 1986. Trotzdem war die Zahl der Mitglieder der Nationalversammlung bis zum Jahresbeginn 1991 auf etwa 600 gefallen. Das Durchschnittsalter der 1946 noch auf dem chinesischen Festland gewählten Abgeordneten betrug zu diesem Zeitpunkt über 80 Jahre.
Außer bei den seltenen Verfassungsänderungen und den sich alle 6 Jahre wiederholenden Präsidentenwahlen, die während der KMT-Alleinherrschaft eine reine Formsache waren, hatten die Abgeordneten der Nationalversammlung keine anderen Aufgaben und waren damit weitgehend zur Untätigkeit verurteilt. Da sie weiter beharrlich an ihren Abgeordnetenprivilegien festhielten, standen sie bei der Opposition in keinem guten Ruf und wurden von dieser häufig als die „alten Diebe“ (老賊,  Lǎo zéi) bezeichnet.

## Verfassungsänderung und neuer Wahlmodus
Von der Demokratisierung der politischen Verhältnisse Taiwans Ende der 1980er und Anfang der 1990er Jahre wurde auch die Nationalversammlung erfasst. Unter dem Druck der Öffentlichkeit und angesichts von Studentenprotesten (der „Wilde-Lilien-Bewegung“), wie sie Taiwan seit 1948 nicht gesehen hatte, beschloss die Nationalversammlung in einer außerordentlichen Sitzung am 22. April 1991 eine Verfassungsänderung, die am  1. Mai 1991 in Kraft trat. Damit wurde auch der Modus der Wahl der Nationalversammlung geändert. Die Abgeordneten der Nationalversammlung sollten künftig vollständig per Wahl durch die Bevölkerung Taiwans, in einer Mischung aus Verhältniswahl und Mehrheitswahl bestimmt werden. Zum Jahresende 1991 gaben die letzten 469 Langzeit-Abgeordneten der Nationalversammlung ihre Sitze auf. Weitere 84 Delegierte, die bei der sogenannten Ergänzungswahl im Dezember 1986 für 6 Jahre gewählt worden waren, blieben noch über die jetzige Wahl hinaus im Amt und schieden erst mit Ablauf ihrer Legislatur im Dezember 1992 aus. Von diesen 84 Abgeordneten gehörten 64 der KMT an und 9 der DPP.

## Wahlmodus
Die neu zu wählende Nationalversammlung umfasste nur noch 325 Abgeordnete, von denen 219 in 58 Mehrpersonenwahlkreisen nach dem System der nicht übertragbaren Einzelstimmgebung gewählt wurden. Weitere 100 Sitze wurden entsprechend dem landesweiten Stimmenanteil der Parteien über landesweite Parteilisten vergeben. Dabei galt eine 5-Prozent-Sperrklausel. Diese 100 Abgeordneten galten formal als Repräsentanten des chinesischen Festlandes (80 Abgeordnete) bzw. der „Auslandschinesen“ (20 Delegierte). 6 Abgeordnete wurden durch die indigene Bevölkerung gewählt, darunter 3 von den Bewohnern der Ebenen und 3 von den Bewohnern des Berglandes. Dieser neue Wahlmodus war nicht unumstritten. Die Opposition sah durch die starke Vermehrung der Zahl der Wahlkreise im Vergleich zu vorangegangenen Wahlen die KMT im Vorteil, da diese über eine viel ausgedehntere Parteiorganisation auf lokaler Ebene verfügte. Zum anderen hätte die Opposition ein System von zwei Stimmen, anstelle von einer einzigen bevorzugt, um gewissermaßen die Personenwahl (bei der die KMT im Vorteil schien) von der Parteienwahl (wo sich die DPP im Vorteil glaubte) zu trennen. Die kleinen Oppositionsparteien waren gegen die 5-Prozent-Sperrklausel und die KMT zeigte sich bereit, diese auf 3 % abzusenken, wogegen sich die DPP aussprach. Dies brachte der DPP den Vorwurf ein, eine reine Politik der eigenen Machtinteressen zu betreiben.

## Wahlkampf
Von den Protagonisten, der KMT und der DPP, wurde der Wahlentscheidung eine sehr große Bedeutung beigemessen. Premierminister Hau Pei-tsun (KMT) bezeichnete die Wahl in einer Ansprache vor Wirtschaftsführern als „wichtiger als alle anderen Wahlen, die wir je zuvor hatten“ und als eine Entscheidung über „Leben und Tod, sowie Sicherheit oder Gefährdung der Nation“ (wobei er sich mit dem Begriff „Nation“ nicht nur auf Taiwan, sondern auch auf Festlandchina bezog). Die oppositionelle DPP machte die Souveränität Taiwans, d. h. die offizielle Aufgabe des Wiedervereinigungsanspruchs mit dem Festland zu ihrem Hauptthema und stilisierte die Wahl zu einem Referendum über die  „Unabhängigkeit Taiwans“. Dabei musste die Opposition auf einem juristisch schmalen Grat wandeln und konnte dieses Ziel nicht ganz offen bewerben, da nach geltendem Recht Propaganda für die „Abspaltung Taiwans von China“ strafbar war. Allerdings wurde dieses Verbot nur sehr locker gehandhabt und nur vereinzelt strafrechtlich durchgesetzt.
Um die 225 Wahlkreismandate bewarben sich insgesamt 627 Kandidaten, die von 16 der 62 registrierten politischen Parteien und der kurz zuvor gegründeten Nationalen Demokratischen  Allianz der Parteilosen (NDNPA, 全國民主非政黨聯盟) aufgestellt wurden. Die KMT stellte mit 304 Personen die meisten Kandidaten auf, gefolgt von der DPP mit 144 Kandidaten. 179 Kandidaten gehörten anderen Parteien an oder waren Parteilose.

## Ergebnisse

### Stimmenanteile landesweit

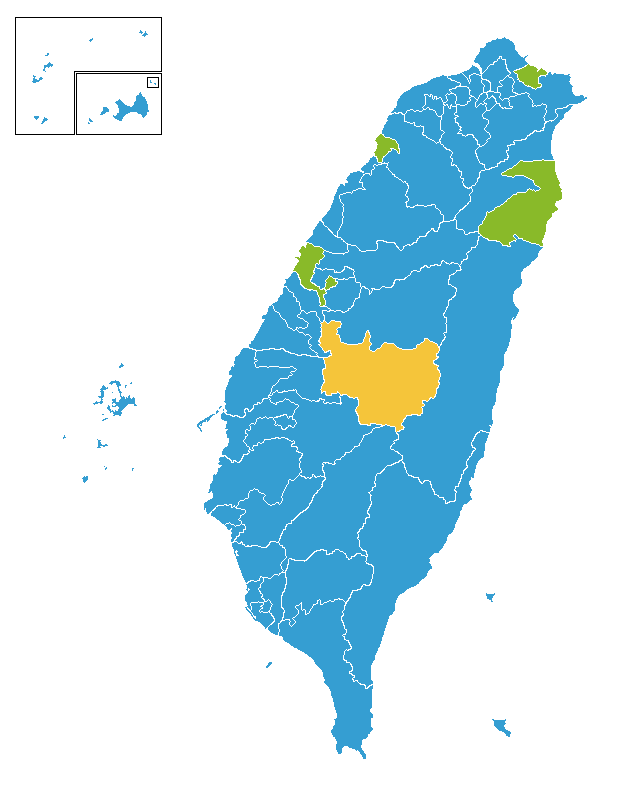
Partei mit dem höchsten Stimmenanteil nach Wahlkreis

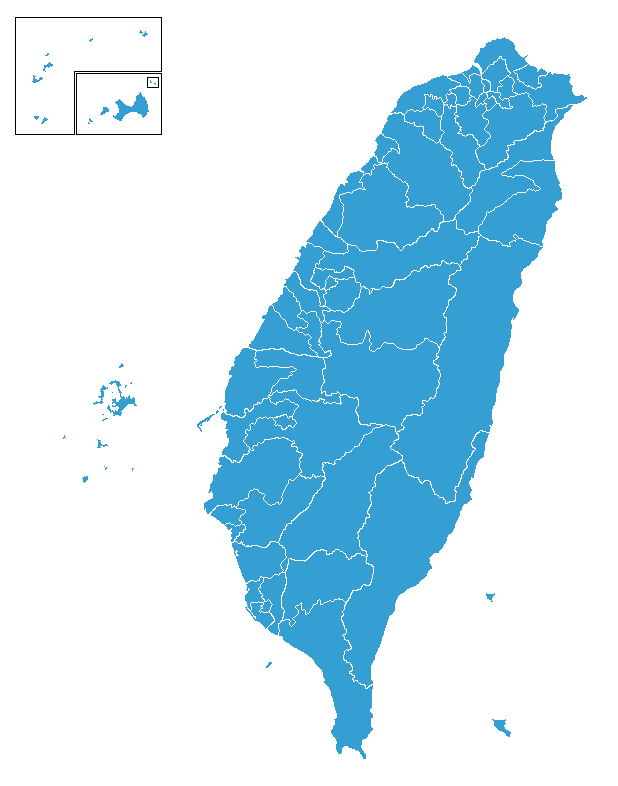
Partei mit den meisten gewählten Kandidaten nach Wahlkreis

Gesamtes Wahlergebnis in hexagonaler Darstellung

100 Sitze wurden über landesweite Listen entsprechend den Stimmenanteilen der Parteien verteilt. Dabei galt eine 5-Prozent-Sperrklausel.
| Partei            | Partei                                                                      | Stimmen   | Stimmen | Sitze |
| Partei            | Partei                                                                      | Zahl      | %       | Sitze |
| ----------------- | --------------------------------------------------------------------------- | --------- | ------- | ----- |
|                   | Kuomintang (中國國民黨, KMT)                                                | 6.053.366 | 69,1 %  | 75    |
|                   | Demokratische Fortschrittspartei (民主進步黨, DPP)                          | 2.036.271 | 23,3 %  | 25    |
|                   | Nationale Demokratische Allianz der Parteilosen (全國民主非政黨聯盟, NDNPA) | 193.234   | 2,2 %   | 0     |
|                   | Chinesische Sozialdemokratische Partei (中華社會民主黨, CSDP)               | 185.515   | 2,1 %   | 0     |
|                   | Arbeiterpartei (勞動黨, Worker’s Party)                                     | 18.008    | 0,2 %   | 0     |
|                   | Partei der Arbeit (工黨, Labor Party)                                       | 7.698     | 0,1 %   | 0     |
|                   | Bauernpartei (農民黨, Peasant Party)                                        | 4.268     | 0,0 %   | 0     |
|                   | Jungchina-Partei (中國青年黨, Chinese Youth Party)                          | 1.573     | 0,0 %   | 0     |
|                   | Partei der nationalen Wiedergeburt (中國復興黨)                             | 1.189     | 0,0 %   | 0     |
|                   | Demokratisch-sozialistische Partei Chinas (中國民主社會黨, CDSP)            | 1.125     | 0,0 %   | 0     |
|                   | Vereinigte Partei der Veteranen (中國老兵統一黨)                            | 910       | 0,0 %   | 0     |
|                   | Demokratische Verfassungspartei (中國民主憲政黨)                            | 695       | 0,0 %   | 0     |
|                   | Republikanische Partei (中國共和黨)                                         | 572       | 0,0 %   | 0     |
|                   | Wohlfahrtspartei (中華全民福利黨)                                           | 530       | 0,0 %   | 0     |
|                   | Zhongxing-Partei (中興黨)                                                   | 430       | 0,0 %   | 0     |
|                   | Loyalistische Partei (中國忠義黨, Chinese Loyalist Party)                   | 276       | 0,0 %   | 0     |
|                   | Datong-Partei (中國大同民主黨)                                              | 183       | 0,0 %   | 0     |
|                   | Parteilose                                                                  | 253.032   | 2,9 %   | 0     |
| Ungültige Stimmen | Ungültige Stimmen                                                           | 179.743   | –       | –     |
| Gesamt            | Gesamt                                                                      | 8.758.875 | 100 %   | 100   |

### Wahlkreismandate
219 Abgeordnete wurden in 58 Mehrpersonenwahlkreisen gewählt.
| Partei | Partei                                                  | Mandate | Mandate |
| Partei | Partei                                                  | Zahl    | in %    |
| ------ | ------------------------------------------------------- | ------- | ------- |
|        | Kuomintang (KMT)                                        | 173     | 79,0 %  |
|        | Demokratische Fortschrittspartei (DPP)                  | 41      | 18,7 %  |
|        | Nationale Demokratische Allianz der Parteilosen (NDNPA) | 3       | 1,4 %   |
|        | Parteilose                                              | 2       | 0,9 %   |
| Gesamt | Gesamt                                                  | 219     | 100,0 % |

### Vertreter der indigenen Bevölkerung
Sechs Mandate waren für die indigene Bevölkerung reserviert und wurden, wie auch die Wahlkreisabgeordneten nach dem System der nicht übertragbaren Einzelstimmgebung gewählt. Die indigene Bevölkerung des Berglandes wählte drei Abgeordnete und die der Ebenen ebenfalls drei. Die KMT gewann alle 6 Mandate.

### Zusammensetzung der gewählten Nationalversammlung

Sitzverteilung in der Nationalversammlung ab Dezember 1992:

| Partei | Partei                                                  | Mandate    | Mandate   | Mandate  | Mandate | Mandate |
| Partei | Partei                                                  | Landesweit | Wahlkreis | Indigene | Gesamt  | in %    |
| ------ | ------------------------------------------------------- | ---------- | --------- | -------- | ------- | ------- |
|        | Kuomintang (KMT)                                        | 075        | 173       | 6        | 254     | 078,2 % |
|        | Demokratische Fortschrittspartei (DPP)                  | 025        | 041       | 0        | 066     | 020,3 % |
|        | Nationale Demokratische Allianz der Parteilosen (NDNPA) | 0          | 03        | 0        | 03      | 00,9 %  |
|        | Parteilose                                              | 0          | 02        | 0        | 02      | 00,6 %  |
| Gesamt | Gesamt                                                  | 100        | 219       | 6        | 325     | 100,0 % |

## Beurteilung des Wahlausgangs
Der Wahlausgang bedeutete einen eindeutigen Sieg der Kuomintang. Ein Wahlsieg der KMT war allgemein erwartet worden, jedoch überwiegend nicht in diesem Ausmaß. Die KMT gewann mehr als zwei Drittel der Stimmen und 254 von 325 Abgeordnetensitzen (78,2 %). Bis zum Ausscheiden der schon 1986 gewählten Abgeordneten im Dezember 1992 waren es 318 von 409 Abgeordneten (77,8 %). Damit hatte die Kuomintang weiterhin eine Dreiviertelmehrheit, wie sie für Verfassungsänderungen erforderlich war und war hierfür nicht auf Absprachen mit der Opposition angewiesen. Die DPP blieb mit 23,3 % der Stimmen und 66 Sitzen (20,3 %) deutlich hinter ihren Erwartungen. Selbst in den letzten Wahlen vor Aufhebung des Kriegsrechts (vor 1987) hatte die Opposition bessere Ergebnisse erzielt. Beispielsweise hatten Dangwai-Kandidaten bei den Ergänzungswahlen 1980 27,9 % der Stimmen erhalten.
Für den Wahlsieg der KMT wurden verschiedene Gründe angeführt. Zum einen machten sich Effekte des Wahlsystems bemerkbar. Die DPP und auch die CSDP hatten ihren zu erwartenden Wählerstimmenanteil zu optimistisch geschätzt und zu viele Kandidaten in den Wahlkreisen aufgestellt, so dass sich ihre Wählerstimmen auf zu viele Personen verteilten, von denen nur wenige das nötige Quorum erreichten, um gewählt zu sein. Zum anderen verfügte die KMT über einen wesentlich größeren, durchorganisierten und eingespielten Parteiapparat, als die anderen Parteien. Im August 1991 zählte sie 1,95 Millionen Mitglieder. Die bei vergangenen Wahlen praktizierte Politik des Klientelismus und Stimmenkaufs durch die KMT war immer noch verbreitet. Die oppositionelle DPP konnte ihr Hauptwahlziel, die Unabhängigkeit Taiwans, aus den genannten Gründen nicht ganz offen verfolgen. Den öffentlich-rechtlichen Medien wurde eine starke Regierungsnähe vorgeworfen. Außerdem konnte die KMT-Regierung auf unbestreitbare Erfolge hinweisen. Unter der weitsichtigen Wirtschaftspolitik der Kuomintang war Taiwan in den vorangegangenen Jahrzehnten von einem armen Entwicklungsland zu einem wirtschaftlichen Schwergewicht herangewachsen. Ende 1991 verfügte die Central Bank of China, die Zentralbank Taiwans, über Devisenreserven von 82 Milliarden US$ – mehr als jede andere Zentralbank der Welt, und Taiwan war zu diesem Zeitpunkt die fünfzehntgrößte Handelsnation weltweit. Dadurch, dass die KMT selbst viele der Reformen angestoßen hatte, die seit Jahren und Jahrzehnten von der Dangwai- bzw. DPP-Opposition gefordert worden waren, hatte sie dieser in gewisser Weise den Wind aus den Segeln genommen. Das protestlerische Auftreten der bisherigen DPP-Abgeordneten, die im Legislativ-Yuan zum Teil auch nicht vor handgreiflichen Auseinandersetzungen zurückschreckten, stieß einige Wähler ab. Außerdem waren viele Wähler nicht bereit, dem Ruf der DPP zu einer Unabhängigkeitserklärung zu folgen.